# Cour-Maugis sur Huisne
Cour-Maugis sur Huisne [kuʁ moʒi syʁ ɥin] est une commune française située dans le département de l'Orne en région Normandie, peuplée de 580 habitants. Elle est créée le 1er janvier 2016 par la fusion de quatre communes, sous le régime juridique des communes nouvelles. Les communes de Boissy-Maugis, Courcerault, Maison-Maugis et Saint-Maurice-sur-Huisne sont supprimées.

## Géographie

### Hydrographie
La commune est située dans le bassin Loire-Bretagne. Elle est drainée par l'Huisne, la Commeauche, la Jambée, le Merdereau, le ruisseau de Cavru et  et un autre petit cours d'eau.
L'Huisne, d'une longueur de 165 km, prend sa source dans la commune de Belforêt-en-Perche et se jette  dans la Sarthe à Mans, après avoir traversé 36 communes. Les caractéristiques hydrologiques de l'Huisne sont données par la station hydrologique située sur la commune de Rémalard en Perche. Le débit moyen mensuel est de 3,9 m3/s. Le débit moyen journalier maximum est de 35,5 m3/s, atteint lors de la crue du 29 décembre 2013. Le débit instantané maximal est quant à lui de 54,4 m3/s, atteint le même jour.
La Commeauche, d'une longueur de 29 km, prend sa source dans la commune de Tourouvre au Perche et se jette  dans l'Huisne à Bartenheim, après avoir traversé quatre communes. Les caractéristiques hydrologiques de la Commeauche sont données par la station hydrologique située sur la commune de Boissei-la-Lande. Le débit moyen journalier maximum est de 15,4 m3/s, atteint lors de la crue du 18 janvier 2024. Le débit instantané maximal est quant à lui de 16,1 m3/s, atteint le même jour.
La Jambée, d'une longueur de 18 km, prend sa source dans la commune de Longny les Villages, près du hameau des Lombards, s'écoule vers le sud,longe la commune de Bizou et se jette  dans la Commeauche en limite de Longny les Villages et de Cour-Maugis-sur-Huisne. 

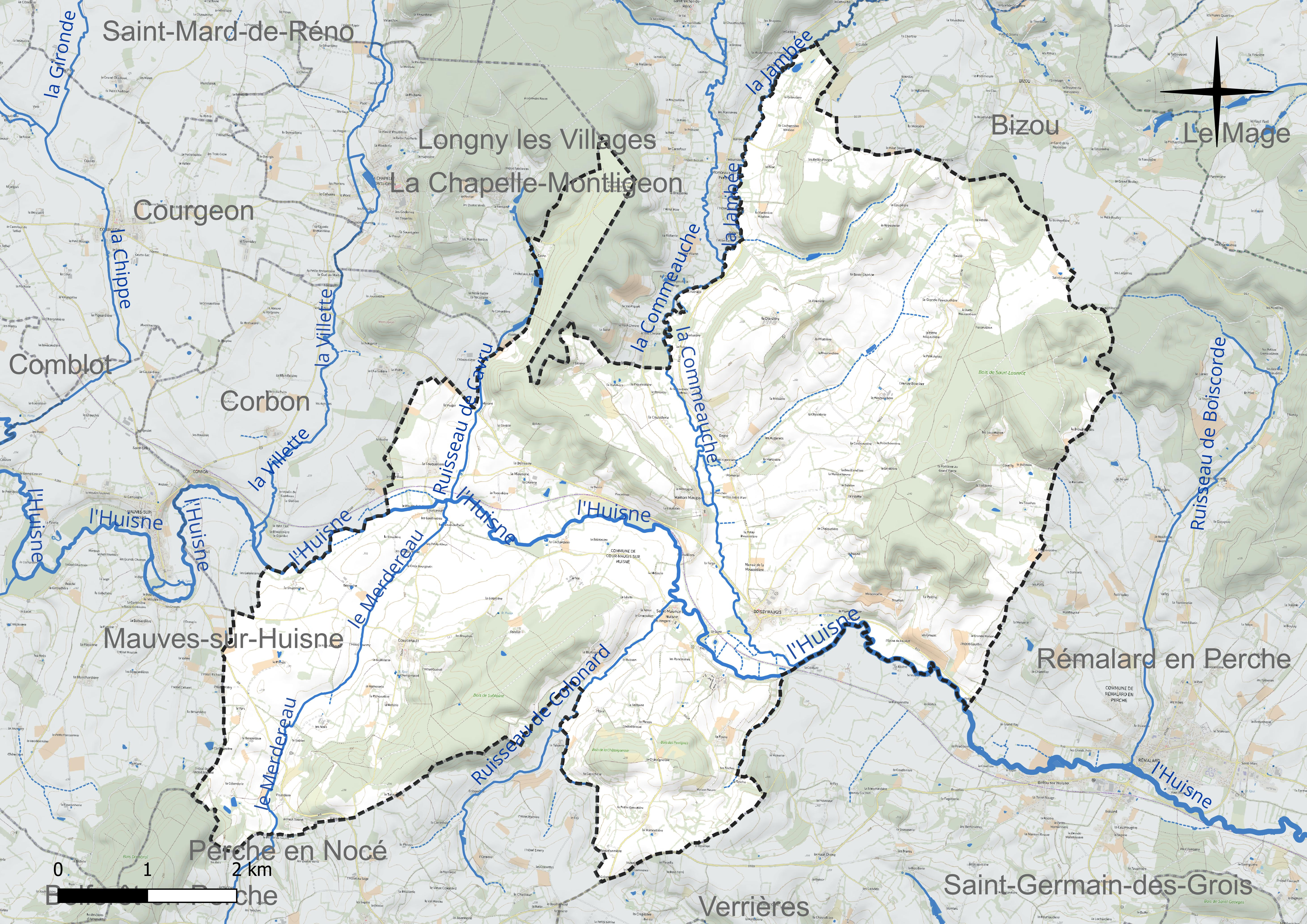
Réseau hydrographique de Cour-Maugis sur Huisne.

### Climat
Pour des articles plus généraux, voir Climat de la Normandie et Climat de l'Orne.
En 2010, le climat de la commune est de type climat océanique dégradé des plaines du Centre et du Nord, selon une étude du CNRS s'appuyant sur une série de données couvrant la période 1971-2000. En 2020, Météo-France publie une typologie des climats de la France métropolitaine dans laquelle la commune est exposée à un climat océanique altéré et est dans la région climatique Normandie (Cotentin, Orne), caractérisée par une pluviométrie relativement élevée (850 mm/a) et un été frais (15,5 °C) et venté. Parallèlement le GIEC normand, un groupe régional d’experts sur le climat, différencie quant à lui, dans une étude de 2020, trois grands types de climats pour la région Normandie, nuancés à une échelle plus fine par les facteurs géographiques locaux. La commune est, selon ce zonage, exposée à un « climat contrasté des collines », correspondant au Pays d'Ouche et au Perche et bénéficiant d’un caractère continental affirmé avec des précipitations atténuées et des amplitudes thermiques fortes.
Pour la période 1971-2000, la température annuelle moyenne est de 10,8 °C, avec une amplitude thermique annuelle de 14,1 °C. Le cumul annuel moyen de précipitations est de 770 mm, avec 12,2 jours de précipitations en janvier et 7,9 jours en juillet. Pour la période 1991-2020, la température moyenne annuelle observée sur la station météorologique la plus proche, située sur la commune de Perche en Nocé à 7 km à vol d'oiseau, est de 11,3 °C et le cumul annuel moyen de précipitations est de 747,8 mm,. Pour l'avenir, les paramètres climatiques de la commune estimés pour 2050 selon différents scénarios d’émission de gaz à effet de serre sont consultables sur un site dédié publié par Météo-France en novembre 2022.

## Urbanisme

### Typologie
Au 1er janvier 2024, Cour-Maugis sur Huisne est catégorisée commune rurale à habitat très dispersé, selon la nouvelle grille communale de densité à sept niveaux définie par l'Insee en 2022.
Elle est située hors unité urbaine et hors attraction des villes,.

## Toponymie
L'ancien français court, « ferme », est issu du bas latin cortem hérité du latin cohors, « enclos », « cour d’une ferme, que l'on retrouve dans le nom de l'ancienne commune Courcerault.
Maugis est un anthroponyme, bien attesté, que l'on retrouve dans les noms des anciennes communes Boissy-Maugis  et Maison-Maugis.
L'Huisne traverse le territoire.

## Histoire
La commune est créée le 1er janvier 2016 par un arrêté préfectoral du 16 décembre 2015, par la fusion des quatre communes de Boissy-Maugis, Courcerault, Maison-Maugis et Saint-Maurice-sur-Huisne, sous le régime juridique des communes nouvelles instauré par la loi no 2010-1563 du 16 décembre 2010 de réforme des collectivités territoriales. La fusion est simple, il n'est pas créé de communes déléguées et le bourg de Boissy-Maugis est le chef-lieu de la commune nouvelle. Les communes appartenant initialement à deux communautés de communes différentes, le conseil municipal choisit en janvier 2016 l'adhésion à la communauté de communes du Perche rémalardais.

## Politique et administration
| Période                                  | Période  | Identité  | Étiquette | Qualité                                           |
| ---------------------------------------- | -------- | --------- | --------- | ------------------------------------------------- |
| janvier 2016                             | En cours | Guy Rigot | SE        | Moniteur horticole, ancien maire de Boissy-Maugis |
| Les données manquantes sont à compléter. |          |           |           |                                                   |

## Démographie
L'évolution du nombre d'habitants est connue à travers les recensements de la population effectués dans la commune depuis sa création.
En 2022, la commune comptait 580 habitants, en évolution de −6,3 % par rapport à 2016 (Orne : −3,21 %, France hors Mayotte : +2,11 %).
| 2014 | 2019 | 2022 |
| ---- | ---- | ---- |
| 634  | 592  | 580  |

| Nom                      | Code Insee | Intercommunalité         | Superficie (km2) | Population (dernière pop. légale) | Densité (hab./km2) |
| ------------------------ | ---------- | ------------------------ | ---------------- | --------------------------------- | ------------------ |
| Boissy-Maugis (siège)    | 61050      | CC du Perche Rémalardais | 22,44            | 358 (2013)                        | 16                 |
| Courcerault              | 61128      | CC Perche Sud            | 14,75            | 163 (2013)                        | 11                 |
| Maison-Maugis            | 61245      | CC du Perche Rémalardais | 5,67             | 52 (2013)                         | 9,2                |
| Saint-Maurice-sur-Huisne | 61430      | CC Perche Sud            | 4,42             | 71 (2013)                         | 16                 |

## Pour approfondir